# Comissário do Rei
O Comissário do Rei (em neerlandês: Commissaris van de Koning) é o governante de uma província nos Países Baixos, preside a Assembleia Legislativa da Província ou Estados Provinciais (Provinciale Staten - PS; o parlamento provincial diretamente eleito) e a Deputação Provincial (Gedeputeerde Staten - GS; o setor executivo), mas só tem direito a voto no último. Quando o monarca holandês é uma rainha, como foi de 1890 até a inauguração do rei atual Guilherme Alexandre em 2013, o termo cambia a Comissário da Rainha (em neerlandês: Commissaris van de Koningin). A posição do Comissário do Rei é equivalente a aquela de um Governador dos Estados Unidos.
Na província neerlandesa de Limburgo, o Comissário do Rei é frequentemente chamado de "Gouverneur" (governador), como na Bélgica. Do mesmo modo, o "Provinciehuis" (Prédio do Governo) em Maastricht é chamado de "Gouvernement" (Residência do Governador). Este costume local surgiu a partir da característica particular da atual província no século XIX.
Há dois níveis de governo local nos Países Baixos: os provinciais e os municipais. As doze províncias formam o elo da administração entre o governo central e os municípios. As três esferas administrativas estão organizadas quase que da mesma maneira, com um parlamento eleito por voto direto, que por sua vez escolhe a parte executiva, liderada por um presidente indicado. À nível nacional e municipal esses são o rei e o prefeito, à nível provincial é o Comissário do Rei.
Cada província é governada pela Provinciale Staten ('PS'), que por sua vez escolhe o Gedeputeerde Staten (GS). Os membros da PS são eleitos pelos moradores das províncias que têm direito de voto a cada quatro anos. Suas principais tarefas são: decidir políticas e vigiar sua implementação pelo GS. Cada membro do conselho tem direito a voto e as decisões são tomadas pelo voto da maioria dos membros presentes. Os membros do conselho geralmente têm outro emprego e exercem suas atividades no conselho em seus horários de folga. Eles recebem uma remuneração por frequência. Os membros do GS (gedeputeerden) têm um trabalho em tempo integral e podem ser comparados a ministros.

## Tarefas do Comissário do Rei
O Comissário do Rei não é eleito diretamente pelos moradores da província, mas indicado pelo Governo Central (pelos ministros, presidido pelo rei ou rainha reinante), para um período de seis anos, que pode se estender por mais seis anos. O Comissário do Rei só pode ser destituído do cargo pela rainha. Quando o cargo fica vago, o conselho provincial entrega ao Ministro do Interior o perfil do tipo de candidato que gostaria de ver no cargo. Apesar de todos os Comissários do Rei serem membros proeminentes de um ou outro dos maiores partidos políticos nacionais, é esperado que suas ações sejam politicamente imparciais enquanto eles estiverem em exercício.
Os Comissários do Rei desempenham um papel dentro da administração provincial e são os representantes oficiais do governo central nas províncias. Eles são os coordenadores em casos de prevenção e ocorrência de desastres e fazem visitas oficiais regulares aos municípios de sua região.
O Comissário do Rei é parte importante na indicação dos prefeitos municipais. Quando surge uma vaga no cargo, o Comissário do Rei primeiro pergunta ao conselho municipal quais as características que eles gostariam que o sucessor tivesse, depois escreve para o Ministro do Interior recomendando um candidato. Considerando que os Comissários do Rei ocupam dois cargos no executivo provincial, eles devem incluir algumas das tarefas do executivo em seus portfólios. Eles também fiscalizam o aparato oficial e qualquer empresa de serviço público provincial, além de representarem a província em seus assuntos de comércio.

## Os Comissários do Rei por província
| Província         | Comissário(a)   | Partido |
| ----------------- | --------------- | ------- |
| Brabante do Norte | Wim van de Donk | CDA     |
| Drente            | Jetta Klijnsma  | PvdA    |
| Flevolândia       | Leen Verbeek    | PvdA    |
| Frísia            | Arno Brok       | VVD     |
| Groninga          | René Paas       | CDA     |
| Guéldria          | John Berends    | CDA     |
| Holanda do Norte  | Arthur van Dijk | VVD     |
| Holanda do Sul    | Jaap Smit       | CDA     |
| Limburgo          | Theo Bovens     | CDA     |
| Overissel         | Andries Heidema | CU      |
| Utrecht           | Hans Oosters    | PvdA    |
| Zelândia          | Han Polman      | D66     |